# Vibeke Hoff
Vibeke Hoff (1965) è un'ex sciatrice alpina norvegese.

## Biografia
Specialista delle prove tecniche, Vibeke Hoff debuttò in campo internazionale in occasione dei Mondiali juniores di Sestriere 1983 e ai Campionati norvegesi vinse la medaglia d'oro nello slalom gigante e nella combinata nel 1984, nello slalom speciale e nella combinata nel 1985 e nello slalom gigante nel 1986; dal 1987 gareggiò nel circuito universitario nordamericano (NCAA). Non prese parte a rassegne olimpiche né ottenne piazzamenti in Coppa del Mondo o ai Campionati mondiali; è madre di Kaja e Tuva Norbye, a loro volta sciatrici alpine.

## Palmarès

### Campionati norvegesi
- 7 medaglie[senza fonte] (dati parziali fino alla stagione 1982-1983):
  - 5 ori (slalom gigante, combinata nel 1984; slalom speciale, combinata nel 1985; slalom gigante nel 1986)[1]
  - 2 bronzi (slalom gigante nel 1983; discesa libera nel 1984)[senza fonte]